# Isbel Mesa
Isbel Mesa Sandoval (ur. 2 czerwca 1989) – kubański siatkarz, grający na pozycji środkowego, reprezentant kraju.

## Sukcesy klubowe
Klubowe Mistrzostwa Ameryki Południowej:
- 2016
- 2018

Liga brazylijska:
- 2017
- 2016

Puchar Brazylii:
- 2017

Superpuchar Brazylii:
- 2019

Liga egipska:
- 2020

## Sukcesy reprezentacyjne
Mistrzostwa Świata Juniorów:
- 2009

Mistrzostwa Ameryki Północnej, Środkowej i Karaibów:
- 2009, 2011
- 2013

Puchar Wielkich Mistrzów:
- 2009

Mistrzostwa Świata:
- 2010

Igrzyska Panamerykańskie:
- 2011

Liga Światowa:
- 2012

Puchar Panamerykański:
- 2014

Igrzyska Ameryki Środkowej i Karaibów:
- 2014